# Sais (genre)
Genre
Sais est un genre de papillons de la famille des Nymphalidae et de la sous-famille des Danainae qui résident dans le nord de l'Amérique du Sud.

## Historique et  dénomination
Le genre Sais a été nommé par Jacob Hübner en 1816.

## Liste des espèces
- Sais browni Takahashi, 1977
- Sais rosalia (Cramer, [1779])[1].